# Dixon37
Dixon37 – zespół pochodzący z dwóch warszawskich dzielnic: Ursynów i Mokotów. Początki grupy datowane są na rok 1999.
7 kwietnia 2008 roku zespół (Saful, Kafar, Michrus, Kulfon i Rest) wydał swój pierwszy album Lot na całe życie. Na debiutanckim albumie znalazło się wielu gości: Hemp Gru, Pjus, TZWM, Zgrzyt, Pono, Dżambodżet, Wigor, Miodu (Jamal) i Włodi. Produkcja uplasowała się na 45. miejscu polskiej listy przebojów – OLiS.
6 grudnia 2013 roku do sprzedaży trafił drugi album studyjny formacji zatytułowany O.Z.N.Z. (Od zawsze na zawsze). Nagrania dotarły do 8. miejsca zestawienia – OLiS. 26 sierpnia 2015 roku album uzyskał w Polsce status złotej, sprzedając się w nakładzie 15 tys. egzemplarzy.

## Dyskografia
Albumy
| Rok  | Album                                                                         | Pozycja na liście | Sprzedaż        | Certyfikat             |
| Rok  | Album                                                                         | POL               | Sprzedaż        | Certyfikat             |
| ---- | ----------------------------------------------------------------------------- | ----------------- | --------------- | ---------------------- |
| 2008 | Lot na całe życie - Data: 7 kwietnia 2008 - Wydawca: Vision Music             | 45                | - POL: 15 tys.+ | - POL: złota płyta     |
| 2013 | O.Z.N.Z. (Od zawsze na zawsze) - Data: 6 grudnia 2013 - Wydawca: Step Records | 8                 | - POL: 15 tys.+ | - POL: złota płyta     |
| 2016 | Krew za krew - Data: 26 listopada 2016 - Wydawca: District Area               | 6                 | - POL: 30 tys.+ | - POL: platynowa płyta |
| 2024 | To historia wielu - Data: 22 listopada 2024 - Wydawca: Step Records           | 15                |                 |                        |

Single
| Rok  | Tytuł                                                    | Sprzedaż        | Certyfikat             | Album        |
| ---- | -------------------------------------------------------- | --------------- | ---------------------- | ------------ |
| 2016 | „Mam plan” (gościnnie: Nizioł, Hinol)                    | - POL: 20 tys.+ | - POL: platynowa płyta | Krew za krew |
| 2016 | „Pozdrówki z betonowej dżungli” (gościnnie: Ganja Mafia) | - POL: 10 tys.+ | - POL: złota płyta     | Krew za krew |

Inne
| Rok  | Utwór | Album                                | Źródło |
| ---- | --- | ------------------------------------ | ------ |
| 2005 | „Dosyć” – Sqra (gościnnie: Dixon37, Łyskacz) | Wiele Sqr                            | [ 1 ]  |
| 2009 | „List do wroga” – DDK RPK (gościnnie: JWP, Dixon37, Bonus RPK, Smolar, Spajder, DJ Olin) „Obraz Polski” – DDK RPK (gościnnie: Dixon37) „Raprodukcja: prawdy dotyk” – DDK RPK (gościnnie: Jasiek MBH, Dixon37, W Zmowie) | Raprodukcja: prawdy dotyk            | [ 1 ]  |
| 2011 | „Do przodu” – Firma (gościnnie: Dixon37, Dobry Towar) | Nasza broń to nasza pasja            | [ 1 ]  |
| 2011 | „To nie takie proste” – Kali (gościnnie: Dixon37) | 50/50                                | [ 16 ] |
| 2012 | „Szukaj tego” – Dixon37 | Drużyna mistrzów (kompilacja)        | [ 17 ] |
| 2013 | „Dziś już was nie widzę” – NWS (gościnnie: Dixon37) | NWS produkcja mixtape 2012           | [ 18 ] |
| 2014 | „Pożegnanie z ulicą” – Bosski Roman (gościnnie: Dixon37) | TheRapYa szokowa dozwolona od lat 18 | [ 19 ] |
| 2015 | „Czekam” – Steel Banging (gościnnie: Dixon37) | Dwie strony świata                   | [ 1 ]  |

## Teledyski
| Rok       | Tytuł                                               | Reżyseria/Realizacja | Album                          | Źródło |
| --------- | --------------------------------------------------- | -------------------- | ------------------------------ | ------ |
| 2008      | „Dwie dzielnice, jedno życie” (gościnnie: Hemp Gru) | R5 Films             | Lot na całe życie              | [ 20 ] |
| 2008      | „Satysfakcja”                                       |                      | Lot na całe życie              | [ 21 ] |
| 2013      | „Bliżej niż myślisz” (gościnnie: Włodi, Miodu)      | ML Filmz             | Lot na całe życie              | [ 22 ] |
| 2013      | „Od zawsze na zawsze”                               | R5 Films             | O.Z.N.Z. (Od zawsze na zawsze) | [ 23 ] |
| 2013      | „Pazeroty” (gościnnie: Siwers, Ero, Paluch)         | ML Filmz             | O.Z.N.Z. (Od zawsze na zawsze) | [ 24 ] |
| 2016      | „Mam plan” (gościnnie: Nizioł, Hinol)               | 9Liter Filmy         | Krew za krew                   | [ 25 ] |
| Gościnnie |                                                     |                      |                                |        |
| 2015      | „Czekam” – Steel Banging (gościnnie: Dixon37)       | M.L. Filmz           | Dwie strony świata             | [ 26 ] |
| Inne      |                                                     |                      |                                |        |
| 2012      | „Szukaj tego”                                       | Poka Film            | Drużyna mistrzów               | [ 27 ] |